# Al-Li
Le leghe "Al-Li" sono una serie di leghe di alluminio e litio che spesso includono anche rame e zirconio. Poiché il litio è l'elemento chimico metallico con la minore densità della tavola periodica, queste leghe sono significativamente meno dense dell'alluminio. Ogni 1% di peso di litio aggiunto all'alluminio riduce la densità della lega risultante del 3%.
Le leghe Al-Li sono di primario interesse per l'industria aerospaziale, grazie al vantaggio di peso che procurano. Si usano attualmente in alcune strutture di aerei di linea e nell'elicottero AgustaWestland EH101.
A partire dal 2006, la terza e attuale versione del serbatoio esterno dello Space Shuttle è realizzata principalmente in Al-Li. Ulteriormente, le leghe Al-Li sono usate anche sui razzi Atlas V e Delta IV EELV e sarà usato dalla NASA per il Programma Constellation, principalmente sui razzi Ares I e Ares V, così come sul veicolo spaziale Orion.